# Вестбі (Вісконсин)
Вестбі (англ. Westby) — місто (англ. city) в США, в окрузі Вернон штату Вісконсин. Населення — 2332 особи (2020).

## Географія
Вестбі розташоване за координатами 43°39′10″ пн. ш. 90°51′29″ зх. д. / 43.65278° пн. ш. 90.85806° зх. д. (43.652864, -90.858193).  За даними Бюро перепису населення США в 2010 році місто мало площу 6,73 км², з яких 6,70 км² — суходіл та 0,02 км² — водойми.

## Демографія
Згідно з переписом 2010 року, у місті мешкало 2200 осіб у 929 домогосподарствах у складі 575 родин. Густота населення становила 327 осіб/км².  Було 996 помешкань (148/км²).
Расовий склад населення:
| - 98,0 % — білих - 0,2 % — чорних або афроамериканців - 0,1 % — корінних американців - 0,1 % — азіатів |

До двох чи більше рас належало 1,0 %. Частка іспаномовних становила 1,0 % від усіх жителів.
За віковим діапазоном населення розподілялося таким чином: 24,8 % — особи молодші 18 років, 54,4 % — особи у віці 18—64 років, 20,8 % — особи у віці 65 років та старші. Медіана віку мешканця становила 41,5 року. На 100 осіб жіночої статі у місті припадало 92,8 чоловіків;  на 100 жінок у віці від 18 років та старших — 87,3 чоловіків також старших 18 років.
Середній дохід на одне домашнє господарство  становив 50 657 доларів США (медіана — 45 145), а середній дохід на одну сім'ю — 61 024 долари (медіана — 57 992). Медіана доходів становила 40 893 долари для чоловіків та 29 073 долари для жінок. За межею бідності перебувало 9,5 % осіб, у тому числі 4,6 % дітей у віці до 18 років та 13,9 % осіб у віці 65 років та старших.
Цивільне працевлаштоване населення становило 999 осіб. Основні галузі зайнятості: освіта, охорона здоров'я та соціальна допомога — 26,7 %, виробництво — 19,5 %, роздрібна торгівля — 11,0 %, транспорт — 6,4 %.